# Associazione Calcio Legnano 1953-1954
Questa voce raccoglie le informazioni riguardanti l'Associazione Calcio Legnano nelle competizioni ufficiali della stagione 1953-1954.

## Stagione

Luciano Sassi, al Legnano come giocatore dal 1950 al 1957 e dal 1958 al 1964. Allenò poi i Lilla dal 1968 al 1969, dal 1970 al 1971 e dal 1976 al 1979

A differenza di quanto deciso in occasione della promozione in Serie A di due stagioni prima, l'impianto generale della rosa viene confermato. Sono ceduti il difensore Luigi Norbiato e gli attaccanti Antonio Torreano e Enrico Loranzi. Arrivano al Legnano il centrocampista Pietro Miniussi e l'attaccante Erminio Bercarich, mentre tornano nell'organico dal prestito ad altre squadre il portiere Renato Gandolfi e il centrocampista Daniele Revere. Dalla primavera vengono promossi in prima squadra il difensore Elia Greco e gli attaccanti Enzo Mustoni e Giancarlo Rebizzi. Per quanto riguarda la panchina lilla, Giuseppe Galluzzi sostituisce Ugo Innocenti alla guida tecnica della squadra.
La stagione 1953-1954 si conclude con il 18º e ultimo posto in classifica a 25 punti, a una lunghezza da Udinese, SPAL e Palermo penultime in graduatoria. L'andamento del campionato è migliore di quello della precedente stagione in Serie A, con il Legnano che lotta per abbandonare, a volte con successo, l'ultimo posto in classifica, anche senza mai posizionarsi in zona salvezza. I Lilla retrocedono pertanto in Serie B: questo è l'ultimo campionato di Serie A disputato dal Legnano.

## Divise
| Casa |

## Organigramma societario
Area direttiva
- Presidente: comm. Giovanni Mari

Area tecnica
- Allenatore: Giuseppe Galluzzi

## Rosa
| N. |                   | Ruolo | Calciatore            |
| -- | ----------------- | ----- | --------------------- |
|    | Italia (bandiera) | D     | Luigi Asti            |
|    | Italia (bandiera) | A     | Erminio Bercarich     |
|    | Svezia (bandiera) | A     | Ivar Eidefjäll        |
|    | Italia (bandiera) | P     | Renato Gandolfi       |
|    | Italia (bandiera) | D     | Elia Greco            |
|    | Italia (bandiera) | P     | Mario Longoni         |
|    | Italia (bandiera) | A     | Giuseppe Luciano Lupi |
|    | Italia (bandiera) | A     | Nereo Manzardo        |
|    | Italia (bandiera) | C     | Pietro Miniussi       |
|    | Italia (bandiera) | A     | Sergio Mion           |

| N. |                   | Ruolo | Calciatore        |
| -- | ----------------- | ----- | ----------------- |
|    | Italia (bandiera) | D     | Arturo Morelli    |
|    | Italia (bandiera) | A     | Enrico Motta      |
|    | Italia (bandiera) | A     | Enzo Mustoni      |
|    | Svezia (bandiera) | C     | Karl-Erik Palmér  |
|    | Italia (bandiera) | D     | Franco Pian       |
|    | Italia (bandiera) | A     | Giancarlo Rebizzi |
|    | Italia (bandiera) | C     | Daniele Revere    |
|    | Italia (bandiera) | D     | Camillo Rossi     |
|    | Italia (bandiera) | C     | Luciano Sassi     |
|    | Italia (bandiera) | C     | Renzo Sassi       |

## Risultati

### Serie A

#### Girone d'andata
| Arbitro: | Piemonte (Monfalcone) |

|             |           |                     |
| Manzardo 1’ | Marcatori | 47’ Vidal 73’ Bacci |

| Arbitro: | Corallo (Lecce) |

|            |           |                         |
| Vivolo 12’ | Marcatori | 31’ (aut.) Sentimenti V |

| Arbitro: | Marchese (Napoli) |

|                                |           |                                                |
| Prunecchi 24’ La Rosa 28’, 89’ | Marcatori | 19’ (rig.) R. Sassi 44’ Bercarich 48’ Manzardo |

| Arbitro: | Orlandini (Roma) |

|              |           |            |
| Manzardo 14’ | Marcatori | 60’ Buzzin |

| Arbitro: | Piemonte (Monfalcone) |

|              |           |                                     |
| Manzardo 24’ | Marcatori | 15’ Ekner 21’ De Vito 72’ Cardinali |

| Arbitro: | Marchese (Napoli) |

|                                       |           |               |
| Mari 32’ Conti 68’ Baldini 85’ (rig.) | Marcatori | 50’ Bercarich |

| Arbitro: | Agnolin (Bassano del Grappa) |

|              |           |               |
| Manzardo 71’ | Marcatori | 11’ J. Hansen |

| Arbitro: | Guarnaschelli (Pavia) |

|                                       |           |              |
| Rasmussen 10’, 43’ Annovazzi 25’, 68’ | Marcatori | 77’ Manzardo |

| Arbitro: | Scaramella (Roma) |

|                               |           |                  |
| Motta 19’ R. Sassi 35’ (rig.) | Marcatori | 47’ (rig.) Curti |

| Arbitro: | Arpaia (Roma) |

|                                           |           |           |
| Silvestri 33’ Vicariotto 49’ Sørensen 85’ | Marcatori | 70’ Motta |

| Arbitro: | Maurelli (Roma) |

|  |           |               |
|  | Marcatori | 20’ Pivatelli |

| Arbitro: | Rigato (Mestre) |

|                             |           |                     |
| Pravisano 15’ Dal Monte 20’ | Marcatori | 42’ (rig.) R. Sassi |

| Arbitro: | Canepa (Genova) |

|             |           |  |
| Jeppson 54’ | Marcatori |  |

| Legnano 27 dicembre 1953 14ª giornata | Legnano            | 0 – 0 referto | Udinese | Stadio Comunale\| Arbitro: \| Bernardi (Bologna) \| |
| Arbitro:                              | Bernardi (Bologna) |               |         |                                                     |

| Legnano 3 gennaio 1954 15ª giornata | Legnano         | 0 – 0 referto | Torino | Stadio Comunale\| Arbitro: \| De Leo (Mestre) \| |
| Arbitro:                            | De Leo (Mestre) |               |        |                                                  |

| Arbitro: | Marchese (Napoli) |

|                                             |           |                                      |
| Pandolfini 4’, 13’, 16’ Celio 41’ Galli 49’ | Marcatori | 38’ Manzardo 85’ Motta 87’ Bercarich |

| Arbitro: | Pieri (Trieste) |

|                                                               |           |            |
| Manzardo 11’ Eidefjäll 25’ Motta 35’, 68’ R. Sassi 84’ (rig.) | Marcatori | 9’ Savioni |

#### Girone di ritorno
| Arbitro: | Grandville (Roma) |

|                                              |           |  |
| Bacci 17’ Mariani 27’ Gratton 44’ Segato 89’ | Marcatori |  |

| Arbitro: | Liverani (Torino) |

|                             |           |               |
| Eidefjäll 62’ Bercarich 72’ | Marcatori | 17’ Fontanesi |

| Arbitro: | Pieri (Trieste) |

|                                  |           |  |
| Bercarich 30’ Eidefjäll 64’, 89’ | Marcatori |  |

| Arbitro: | Rigato (Mestre) |

|                            |           |                          |
| Armano 27’ Lupi 42’ (aut.) | Marcatori | 21’ Eidefjäll 40’ Palmer |

| Arbitro: | De Leo (Mestre) |

|                  |           |  |
| 32’ (rig.) Ekner | Marcatori |  |

| Arbitro: | Marchese (Napoli) |

|                                |           |                          |
| Revere 46’ Sassi R. 77’ (rig.) | Marcatori | 20’ Tortul 76’ K. Hansen |

| Arbitro: | Rigato (Mestre) |

|                             |           |          |
| Ricagni 12’ Lupi 21’ (aut.) | Marcatori | 17’ Mion |

| Arbitro: | Marchetti (Milano) |

|          |           |                    |
| Mion 70’ | Marcatori | 41’, 86’ Annovazzi |

| Arbitro: | Orlandini (Roma) |

|                            |           |           |
| Dorigo 46’ E. Sørensen 54’ | Marcatori | 30’ Motta |

| Arbitro: | Agnolin (Bassano del Grappa) |

|                    |           |                               |
| Bercarich 33’, 61’ | Marcatori | Silvestri 35’ L. Sørensen 62’ |

| Arbitro: | Corallo (Lecce) |

|                             |           |  |
| Cervellati 13’ Cappello 44’ | Marcatori |  |

| Arbitro: | Massai (Pisa) |

|              |           |            |
| Manzardo 31’ | Marcatori | 85’ Larsen |

| Arbitro: | Bernardi (Bologna) |

|           |           |  |
| Motta 15’ | Marcatori |  |

| Arbitro: | Massai (Pisa) |

|              |           |                                  |
| Castaldo 85’ | Marcatori | 36’ (rig.) L. Sassi 70’ Manzardo |

| Arbitro: | Jonni (Macerata) |

|                              |           |                                  |
| Bertoloni 30’ Antoniotti 67’ | Marcatori | 46’ Manzardo 69’ (rig.) R. Sassi |

| Arbitro: | Corallo (Lecce) |

|                       |           |                                   |
| Motta 38’ Rebizzi 85’ | Marcatori | 31’ Bettini 63’ (rig.) Pandolfini |

| Novara 30 maggio 1954 34ª giornata | Novara           | 0 – 0 referto | Legnano | Stadio Comunale\| Arbitro: \| Jonni (Macerata) \| |
| Arbitro:                           | Jonni (Macerata) |               |         |                                                   |

## Statistiche

### Statistiche di squadra
| Competizione | Punti | Totale | Totale | Totale | Totale | Totale | Totale | DR  |
| Competizione | Punti | G      | V      | N      | P      | Gf     | Gs     | DR  |
| ------------ | ----- | ------ | ------ | ------ | ------ | ------ | ------ | --- |
| Serie A      | 25    | 34     | 6      | 13     | 15     | 44     | 58     | -14 |

### Statistiche dei giocatori
| Giocatore    | Serie A  | Serie A |
| Giocatore    | Presenze | Reti    |
| ------------ | -------- | ------- |
| L. Asti      | 19       | 0       |
| E. Bercarich | 24       | 6       |
| I. Eidefjall | 33       | 5       |
| R. Gandolfi  | 22       | -33     |
| E. Greco     | 1        | 0       |
| M. Longoni   | 12       | -25     |
| G.L. Lupi    | 34       | 0       |
| N. Manzardo  | 32       | 11      |
| P. Miniussi  | 19       | 0       |
| S. Mion      | 15       | 2       |
| A. Morelli   | 22       | 0       |
| E. Motta     | 32       | 8       |
| E. Mustoni   | 1        | 0       |
| K.E. Palmér  | 23       | 1       |
| F. Pian      | 28       | 0       |
| G. Rebizzi   | 6        | 1       |
| D. Revere    | 19       | 1       |
| C. Rossi     | 1        | 0       |
| L. Sassi     | 2        | 0       |
| R. Sassi     | 29       | 7       |